# 大蔵寺
大蔵寺、大藏寺、大倉寺（おおくらじ、だいぞうじ）
- 大藏寺 (由利本荘市) – 秋田県由利本荘市にある曹洞宗の寺院[1]
- 大蔵寺 (福島市) – 福島県福島市にある臨済宗妙心寺派の寺院（小倉寺観音）。所蔵する千手観音像は国の重要文化財[2]。信達三十三観音霊場第1番札所
- 大藏寺 (北本市) – 埼玉県北本市にある天台宗の寺院[3]
- 大藏寺 (横浜市) – 神奈川県横浜市にある曹洞宗の寺院[4]
- 大蔵寺 (福井県若狭町) – 福井県三方上中郡若狭町にある曹洞宗の寺院[5]。若狭観音霊場10番札所[6]
- 大藏寺 (北杜市高根町上黒沢) – 山梨県北杜市高根町上黒沢にある曹洞宗の寺院[7]
- 大藏寺 (北杜市高根町箕輪) – 山梨県北杜市高根町箕輪にある曹洞宗の寺院[8]
- 大藏寺 (磐田市) – 静岡県磐田市にある曹洞宗の寺院[9]
- 大蔵寺 (菊川市) – 静岡県菊川市にある曹洞宗の寺院[10]
- 大藏寺 (静岡県小山町) – 静岡県駿東郡小山町にある曹洞宗の寺院[11]
- 大蔵寺 (愛知県設楽町) – 愛知県北設楽郡設楽町にある臨済宗妙心寺派の寺院
- 大藏寺 (志摩市) – 三重県志摩市にある曹洞宗の寺院[12]
- 大藏寺 (南丹市) – 京都府南丹市にある曹洞宗の寺院[13]
- 大蔵寺 (宇陀市) – 奈良県宇陀市にある真言宗豊山派の寺院[14]。国の重要文化財に指定されている建造物2棟と仏像2躯を有する[14]
- 大藏寺 (対馬市) – 長崎県対馬市にある曹洞宗の寺院[15]